# 能因法師雨乞いの樟

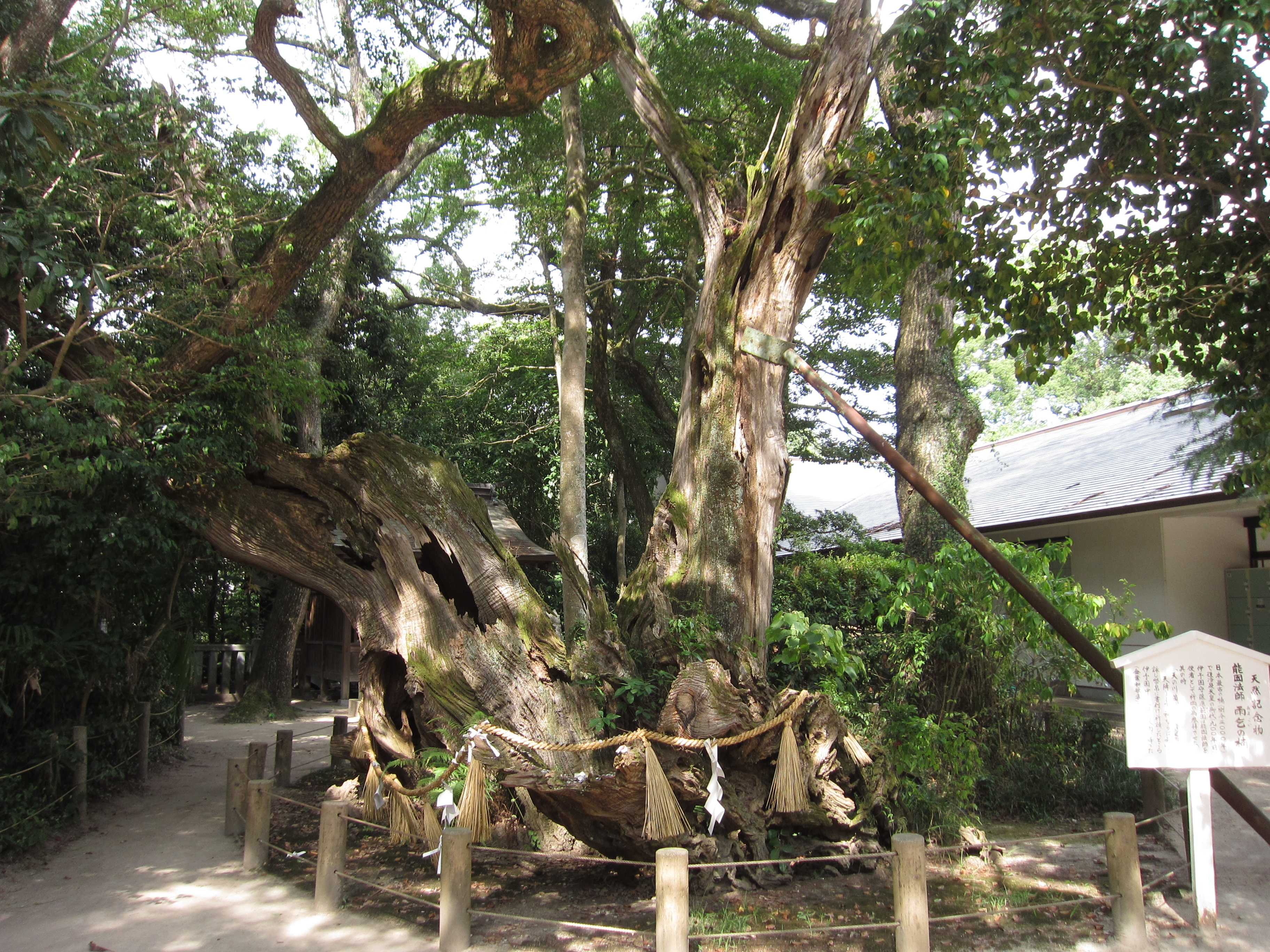
能因法師雨乞いの樟

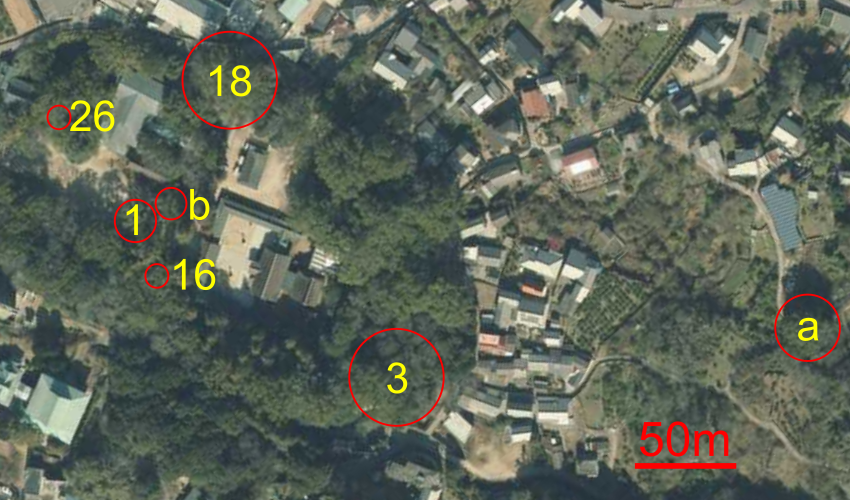
クスノキ群付近の空中写真。
左端の26が「能因法師雨乞いの樟」
。（昭和56年度撮影）

能因法師雨乞いの樟（能因法師雨乞いの楠、のういんほうしあまごいのくす）は、愛媛県今治市大三島の大山祇神社境内に生育していたクスノキの巨樹である。かつて幹周17mを測った。現在は枯死しているが一部が残っており、国の天然記念物「大山祇神社のクスノキ群」の一部を成している。
名称は「能因法師雨乞いの樟」、「能因法師雨乞いの楠」などと表記され、現地案内板の表記は後者である。単に「雨乞いの楠」と呼ぶこともある。11世紀に能因がこのクスノキの前で雨乞いを行ったとされる。

## 由来
大山祇神社は瀬戸内海の大三島に鎮座している。伊予国風土記（逸文）にも記載のある古社であり、8世紀に島の反対側の瀬戸から現在地に遷宮した。境内にはほかにも幹周11mの「乎千命御手植の楠」（国の天然記念物）や、かつて幹周14mあった「河野通有兜掛の楠」（枯死、国の天然記念物）、近隣にも幹周15.5mの「生樹の御門」（愛媛県指定天然記念物）などクスの大木に恵まれているが、その中でも最大の巨木であった。
古来大三島島内はクスノキやトベラ、ウバメガシの原生林に覆われていたと考えられているが、薪の過剰採取やそれに起因する洪水などの人為的要因により明治時代までにはほとんど失われ、大山祇神社周辺に名残があるのみである。幹周8m以上の大型のクスノキは全て大山祇神社周辺に集中している。
このクスノキは境内北側の放生池（弁財天池ともいう）の傍、宇迦神社の前にある。1941年の測定で幹周17m、根回り26mを測ったが、当時すでに枯死していた。江戸時代の記録では人十五人抱え4尺、あるいは目通り9間とある。何れも愛媛県最大の巨樹である「生樹の御門」や「土居の大楠」を大幅に上回る大きさであった。
令和現在は腐朽が進み、幹部分や細い枝はほぼ消滅して太枝の一部だけが残る。1991年の測定では幹周10m、樹高10m、枝張り10mとなっている。現地案内板は推定樹齢は3000年。日本最古の楠としている。

### 伝承・来歴
1041年（長久2年）の大干ばつの際、伊予国司藤原資業の使者として能因が大山祇神社で雨乞いを行った。このことは『能因法師集』や『金葉和歌集』に詠まれている。「天の川苗代水にせきくだせ天降ります神ならば神」と幣帛（へいはく）に書付け祈請を行うと、伊予国中に一昼夜（能因法師集）、あるいは三日三晩（金葉和歌集）にわたって雨が降り続き、喜んだ村人は能因に餅を送ったという。能因がこのクスノキに前述の幣帛を掛けたとの伝承があり、このため「能因法師雨乞いの樟」と呼ばれるようになった。
この逸話は『東関紀行』や『源平盛衰記』の三嶋大社のくだりにも記載がある。後には舞台を三嶋大社に変更して流布されたようで、能因が三嶋大社に和歌を奉じて相模国中に雨を降らせたとする一話が『和歌奇徳』にも収録されている。
1322年（元亨2年）には境内のクスノキが火災により大被害を受けた。これは兵火によるもので、大山祇神社の建造物ことごとくが焼失する大規模な騒乱であった。
1721年から1722年（江戸時代の享保6年から7年）にかけ洪水が起こり、再びクスノキが被害を受けた。この時洪水により楠の諸木が枯れたため公儀により水抜きが仰せ付けられ、622人が従事し、扶持として一人当たり米1合5匁ずついただいた。能因法師雨乞いの樟は一度枯れたが、8月になって芽を出したとも記述がある。
享保年間の越智諸島の様子を記した『越智嶋旧記』以降の記録は知られておらず、1722年の洪水の後、樹勢が回復したか、あるいはそのまま枯れたか記録が残っていないが、1926年（大正15年）に描かれた境内図では葉をつけていない。
1951年（昭和26年）6月9日付で、「大山祇神社のクスノキ群」の一部として、枯死してはいるが国の天然記念物に指定された。

## 近隣の巨樹

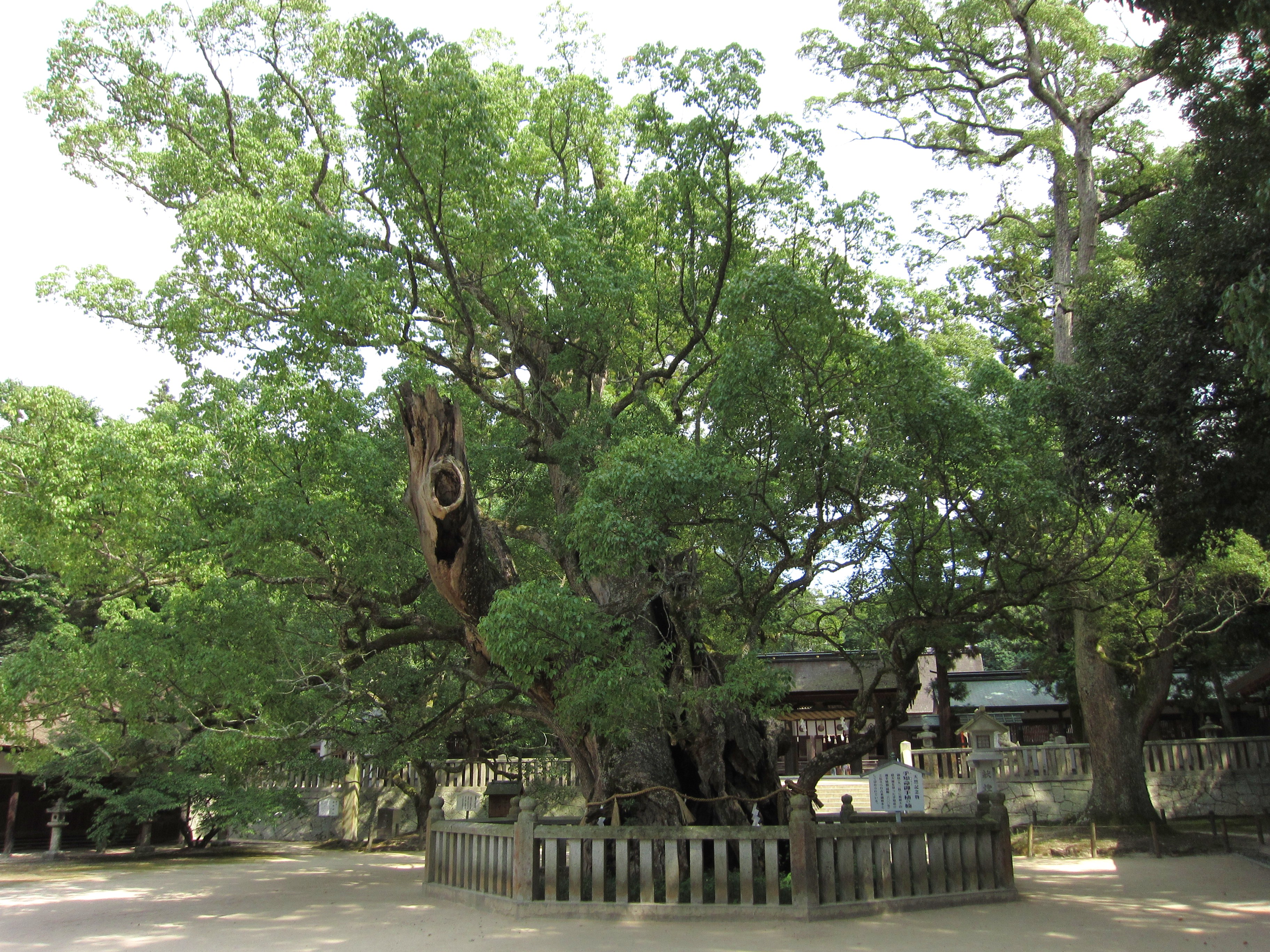
乎千命御手植の楠（大山祇神社の御神木）

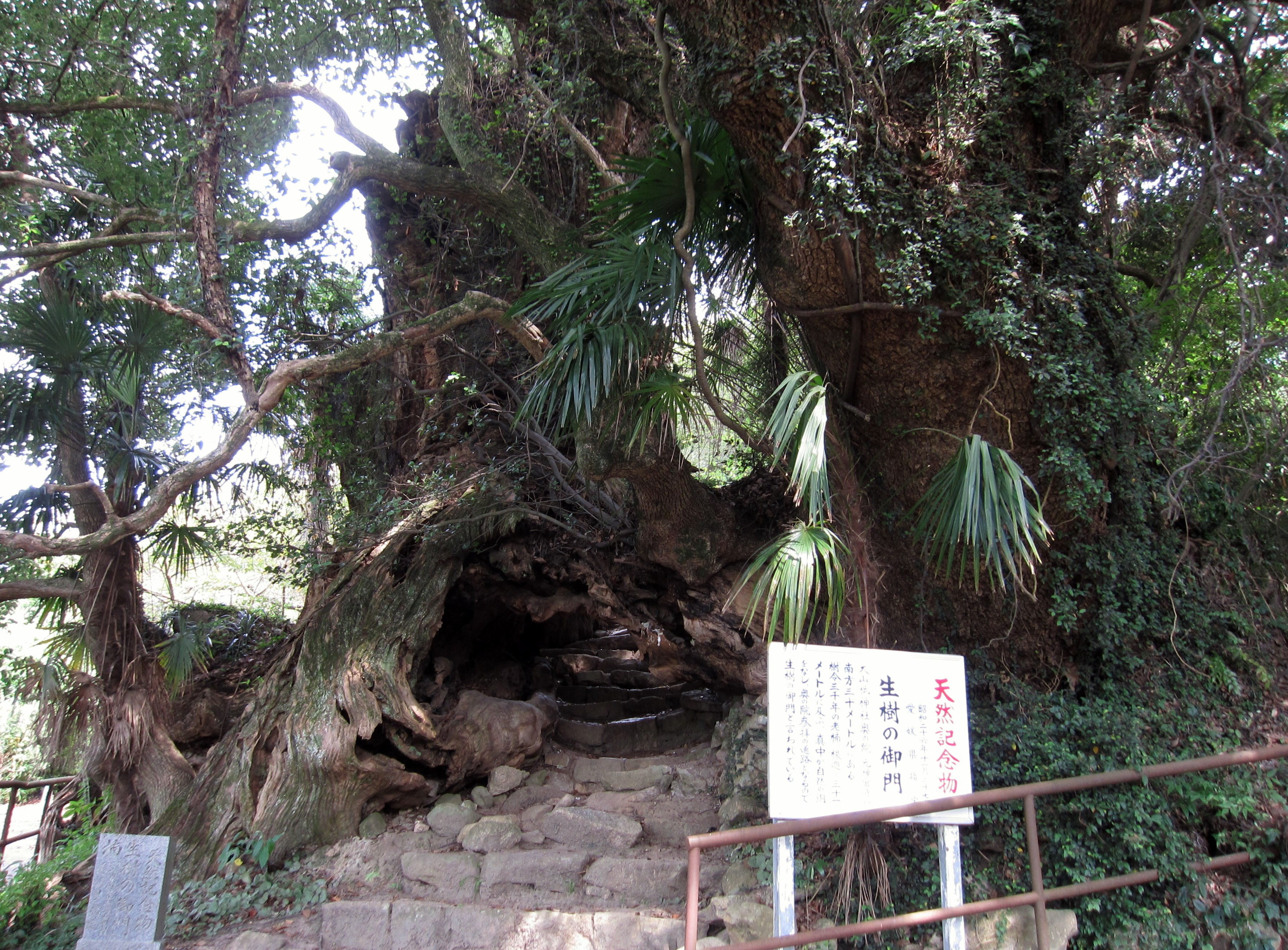
生樹の御門

大三島には幹周8m以上のクスノキが8本あるが、全て大山祇神社付近に集中している。大三島を二分する大三島町及び上浦町は平成の大合併で近隣10市町村と合併して今治市となったが、 新今治市全体でも他に幹周8m以上の巨樹は「（初代）子持杉」（玉川町にある幹周10.6mのスギの枯れ木）しか存在しない。クスノキの巨樹が多いため旧・大三島町は、町の木をクスノキとしていた。また、新・今治市もクスノキを市の木としている。
境内は松の大木も複数存在していたが、1975年の台風で最大の樹（幹周5m超）が倒れ、加えてその後のマツクイムシ被害によりほぼ全滅した。この他高樹齢のソテツ（600年以上）やヒノキ、境内近隣にもムクノキが存在していたが、現在は何れも伐採・枯損している。楠以外に幹周3mを超えるものとしては、江戸時代に神門周辺に植えられたスギの諸木と、明治期に能因法師雨乞いの樟の傍に植えられたヒマラヤスギのみとなっている。
乎千命御手植の楠（第一号樹）
大山祇神社境内中央
幹周11m、樹高15.6m、伝承樹齢2600年
第三号樹
大山祇神社境内
幹周8m、樹高48m
第十四号樹
大山祇神社境内
幹周8m
第十五号樹
大山祇神社境内
枯死。戦前の計測で幹周8.6m、樹高24m。昭和期には参道側は枯れており、皮一枚が上部に這い上がって裏手の高所で枝を付けていたと記録がある。平成以後も2020年春までは僅かに葉を付けていた。
河野通有兜掛の楠（第十六号樹）
大山祇神社境内
幹周14m（江戸年間）,9m（1941年）、樹齢1000年以上、枯死から年代が経過しており腐朽が激しい。
第十八号樹
大山祇神社境内
幹周8-10m
生樹の御門
大山祇神社奥の院入口
幹周15.5m、樹高10m、伝承樹齢2000-3000年
この樹は国の天然記念物「大山祇神社のクスノキ群」には含まれず、別途、愛媛県天然記念物に指定されている。
なお「能因法師雨乞いの樟」は、「大山祇神社のクスノキ群」の指定対象中の第二十六号樹にあたる。

## 交通アクセス
所在地
- 愛媛県今治市大三島町宮浦3327番地

交通
- しまなみ海道（西瀬戸自動車道） 大三島ICより西へ7km
- 宗方港より北東へ10km、盛港より南西へ8km